# Cauchy–Schwarzova neenakost
V matematiki je Cauchy–Schwarzova neenakost, znana tudi kot Cauchy–Bunyakovsky–Schwarzova neenakost, uporabna neenakost, ki se jo uporablja na raznih področjih, kot so linearna algebra, analiza, verjetnostni račun, vektorska algebra in ostala področja. Velja za eno izmed najbolj pomembnih neenakosti v vsej matematiki.
Neenakost za vsote je objavil Augustin-Louis Cauchy (1821), medtem ko je pripadajočo neenakost za integrale prvič dokazal Viktor Bunyakovsky (1859). Kasneje je integralno neenakost ponovno odkril Hermann Amandus Schwarz (1888).

## Neenakost
Cauchy–Schwarzova neenakost pravi, da za vse vektorje {\displaystyle u} in {\displaystyle v} v prehilbertovem prostoru velja
{\displaystyle |\langle \mathbf {u} ,\mathbf {v} \rangle |^{2}\leq \langle \mathbf {u} ,\mathbf {u} \rangle \cdot \langle \mathbf {v} ,\mathbf {v} \rangle ,}
kjer je {\displaystyle \langle \cdot ,\cdot \rangle } notranji produkt. Primeri notranjega produkta so realni in kompleksni skalarni produkt; glej primere notranjega produkta. Ekvivalentno, če vzamemo kvadratne korene na obeh straneh in se sklicujemo na norme vektorjev, se neenakost lahko zapiše tudi kot:
{\displaystyle |\langle \mathbf {u} ,\mathbf {v} \rangle |\leq \|\mathbf {u} \|\|\mathbf {v} \|.}
Dve strani sta enaki, če in samo če sta {\displaystyle \mathbf {u} } in {\displaystyle \mathbf {v} } linearno odvisna (kar pomeni, da sta vzporedna: ena velikost vektorja je nič ali pa je eden vektor skalarni večkratnik drugega).
Če {\displaystyle u_{1},\ldots ,u_{n}\in \mathbb {C} } in {\displaystyle v_{1},\ldots ,v_{n}\in \mathbb {C} } in če je notranji produkt standardni kompleksni notranji produkt, potem se lahko neenakost preurediti še bolj eksplicitno, kot sledi (kjer se zapis s črto uporablja za kompleksno konjugacijo): 
{\displaystyle |u_{1}{\bar {v}}_{1}+\cdots +u_{n}{\bar {v}}_{n}|^{2}\leq (|u_{1}|^{2}+\cdots +|u_{n}|^{2})(|v_{1}|^{2}+\cdots +|v_{n}|^{2})}
ali
{\displaystyle \left|\sum _{i=1}^{n}u_{i}{\bar {v}}_{i}\right|^{2}\leq \sum _{j=1}^{n}|u_{j}|^{2}\sum _{k=1}^{n}|v_{k}|^{2}.}

## Dokazi

### Prvi dokaz
Naj bosta {\displaystyle u} in {\displaystyle v} arbitrarna vektorja v vektorskem prostoru nad {\displaystyle \mathbb {F} } z notranjim produktom, kjer je {\displaystyle \mathbb {F} } polje realnih ali kompleksnih števil. Dokazati je treba neenakost
{\displaystyle {\big |}\langle u,v\rangle {\big |}\leq \|u\|\|v\|}
in ta neenakost drži če in samo če je {\displaystyle u} ali {\displaystyle v} večkratnik drugega (kar vsebuje poseben primer, da ima eden izmed vektorjev dolžino 0).
Če je {\displaystyle v=0}, je jasno razvidno, da postane to enakost in v tem primeru sta {\displaystyle u} in {\displaystyle v} tudi linearno odvisni, ne glede na {\displaystyle u}, torej izrek drži. Podobno velja tudi, če je {\displaystyle u=0}. Sedaj predpostavimo, da je {\displaystyle v} neničelen.
Naj bo
{\displaystyle z=u-u_{v}=u-{\frac {\langle u,v\rangle }{\langle v,v\rangle }}v.}
Torej je po linearnosti notranjega produkta v prvem argumentu, torej je
{\displaystyle \langle z,v\rangle =\left\langle u-{\frac {\langle u,v\rangle }{\langle v,v\rangle }}v,v\right\rangle =\langle u,v\rangle -{\frac {\langle u,v\rangle }{\langle v,v\rangle }}\langle v,v\rangle =0.}
Torej je vektor {\displaystyle z} ortogonalen na vektor {\displaystyle v} (Seveda je {\displaystyle z} projekcija od {\displaystyle u} na ravnino, ki je ortogonalna na {\displaystyle v}.) Tukaj lahko uporabimo Pitagorov izrek
{\displaystyle u={\frac {\langle u,v\rangle }{\langle v,v\rangle }}v+z}
kar nam da
{\displaystyle \|u\|^{2}=\left|{\frac {\langle u,v\rangle }{\langle v,v\rangle }}\right|^{2}\|v\|^{2}+\|z\|^{2}={\frac {|\langle u,v\rangle |^{2}}{(\|v\|^{2})^{2}}}\,\|v\|^{2}+\|z\|^{2}={\frac {|\langle u,v\rangle |^{2}}{\|v\|^{2}}}+\|z\|^{2}\geq {\frac {|\langle u,v\rangle |^{2}}{\|v\|^{2}}}}
in po množenju z {\displaystyle \|v\|^{2}} in odvzemom kvadratnega korena dobimo Cauchy-Schwarzovo neenakost.
Še več, če je relacija {\displaystyle \geq } v zgornjem izrazu v bistvu enakost, potem je {\displaystyle \|z\|^{2}=0} in torej je {\displaystyle z=0}; definicija od {\displaystyle z} torej oblikuje relacijo linearne odvisnosti med {\displaystyle u} in {\displaystyle v}. A če sta {\displaystyle u} in {\displaystyle v} linearno odvisna, potem obstaja tak {\displaystyle c\in \mathbb {F} }, da velja {\displaystyle u=c\cdot v} ({\displaystyle v\neq 0}). Torej 
{\displaystyle |\langle u,v\rangle |=|\langle c\cdot v,v\rangle |=\left|c\|v\|^{2}\right|=|c|\|v\|^{2}=\|c\cdot v\|\|v\|=\|u\|\|v\|.}
To oblikuje izrek.

### Drugi izrek
Naj bosta {\displaystyle u} in {\displaystyle v} arbitrarna vektorja notranjega produkta nad {\displaystyle \mathbb {C} }.
V posebnem primeru, če je {\displaystyle v=0}, je izrek trivialno pravilen. Sedaj predpostavimo, da je {\displaystyle v\neq 0}. Naj je {\displaystyle \lambda \in \mathbb {C} } podana kot {\displaystyle \lambda =\langle u,v\rangle /\|v\|^{2}}. Iz tega sledi
{\displaystyle {\begin{aligned}0&\leq \|u-\lambda \cdot v\|^{2}\\&=\langle u,u\rangle -\langle \lambda \cdot v,u\rangle -\langle u,\lambda \cdot v\rangle +\langle \lambda \cdot v,\lambda \cdot v\rangle \\&=\langle u,u\rangle -\lambda \langle v,u\rangle -{\overline {\lambda }}\langle u,v\rangle +\lambda {\overline {\lambda }}\langle v,v\rangle \\&=\|u\|^{2}-\lambda {\overline {\langle u,v\rangle }}-{\overline {\lambda }}\langle u,v\rangle +\lambda {\overline {\lambda }}\|v\|^{2}\\&=\|u\|^{2}-{\frac {|\langle u,v\rangle |^{2}}{\|v\|^{2}}}-{\frac {|\langle u,v\rangle |^{2}}{\|v\|^{2}}}+{\frac {|\langle u,v\rangle |^{2}}{\|v\|^{2}}}\\&=\|u\|^{2}-{\frac {|\langle u,v\rangle |^{2}}{\|v\|^{2}}}.\end{aligned}}}
Torej je {\displaystyle 0\leq \|u\|^{2}-{\frac {|\langle u,v\rangle |^{2}}{\|v\|^{2}}}} ali {\displaystyle |\langle u,v\rangle |\leq \|u\|\|v\|}.
Če namesto neenakosti velja enakost, potem je {\displaystyle \|u-\lambda \cdot v\|=0} in torej {\displaystyle u-\lambda \cdot v=0}, tako da sta {\displaystyle u} in {\displaystyle v} linearno odvisna. A če sta {\displaystyle u} in {\displaystyle v} linearno odvisna, potem je {\displaystyle |\langle u,v\rangle |=\|u\|\|v\|}, kot je bilo že pokazano v prvem primeru.

### Več dokazov
Obstaja še veliko različnih dokazov Cauchy–Schwarzove neenakost, ki so še drugačni kot zgornja dva primera. ko pregledamo ostale vire, sta pogosto prisotna dva vira nesoglasij. Kot prvo, nekateri avtorji definirajo, da je ⟨⋅,⋅⟩ linearen v drugem argumentu, raje kot v prvem. Kot drugo, pa so nekateri dokazi veljavni le takrat, ko je to polje nad {\displaystyle \mathbb {R} } in ne nad {\displaystyle \mathbb {C} }.

## Posebni primeri

### Titujeva lema
Titujeva lema (poimenovana po matematiku Titu Andreescu, znana tudi kot T2 lema, Englova oblika ali Sedrakyanova neenakost) nam pravi, da za pozitivna realna števila velja
{\displaystyle {\frac {\left(\sum _{i=1}^{n}u_{i}\right)^{2}}{\sum _{i=1}^{n}v_{i}}}\leq \sum _{i=1}^{n}{\frac {u_{i}^{2}}{v_{i}}}.}
Kar je neposredna posledica Cauchy–Schwarzove neenakosti, ki jo dobimo s substitucijo {\displaystyle u_{i}'={\frac {u_{i}}{\sqrt {v_{i}}}}} in {\displaystyle v_{i}'={\sqrt {v_{i}}}.} Ta oblika je posebej priročna, ko neenakost vsebuje ulomke, kjer je števec popolni kvadrat.

### R2(navaden dvodimenzionalni prostor
V navadnem 2-dimenzionalnem prostoru s skalarnim produktom, naj bosta {\displaystyle v=(v_{1},v_{2})} in {\displaystyle u=(u_{1},u_{2})}. Cauchy–Schwarzova neenakost je potem
{\displaystyle \langle u,v\rangle ^{2}=(\|u\|\|v\|\cos \theta )^{2}\leq \|u\|^{2}\|v\|^{2},}
kjer je {\displaystyle \theta } kot med {\displaystyle u} in {\displaystyle v.}
Zgornja oblika je najverjetneje najlažja in najbolj razumljiva neenakost, ker je kvadrat kosinusa lahko največ 1, ko sta vektorja obrnjena v isto ali obratno smer. Lahko se jo tudi preuredi na osnovi vektorskih koordinat {\displaystyle v_{1},v_{2},u_{1}}in {\displaystyle u_{2}}, kot sledi
{\displaystyle (u_{1}v_{1}+u_{2}v_{2})^{2}\leq (u_{1}^{2}+u_{2}^{2})(v_{1}^{2}+v_{2}^{2}),}
kjer velja enakost če in samo če je vektor {\displaystyle (u_{1},u_{2})} v enaki ali obratni smeri kot vektor {\displaystyle (v_{1},v_{2}),} ali če je eden izmed obeh vektorjev enak 0.

### Rn(n-dimenzionalni Evklidski prostor)
V Evklidskem prostoru {\displaystyle \mathbb {R} ^{n}} s standardnim notranjim produktom, je Cauchy-Schwarzova neenakost enaka
{\displaystyle \left(\sum _{i=1}^{n}u_{i}v_{i}\right)^{2}\leq \left(\sum _{i=1}^{n}u_{i}^{2}\right)\left(\sum _{i=1}^{n}v_{i}^{2}\right)}
Cauchy–Schwarzova neenakost se lahko v tem primeru dokaže z uporabo samo idej iz elementarne algebre. 
Poglej recimo sledeči kvadratni polinom v {\displaystyle x}
{\displaystyle 0\leq (u_{1}x+v_{1})^{2}+\cdots +(u_{n}x+v_{n})^{2}=\left(\sum u_{i}^{2}\right)x^{2}+2\left(\sum u_{i}v_{i}\right)x+\sum v_{i}^{2}.}
Ker je nenegativen, ima lahko največ en realni koren za {\displaystyle x}, od tod je njegova diskriminanta manjša ali enaka nič. Torej
{\displaystyle \left(\sum (u_{i}v_{i})\right)^{2}-\sum {u_{i}^{2}}\sum {v_{i}^{2}}\leq 0,}
kar vodi v Cauchy–Schwarzovo neenakost.

### L2
Za prostor notranjega produkta kvadratno integrabilne funkcije s kompleksno vrednostjo velja
{\displaystyle \left|\int _{\mathbb {R} ^{n}}f(x){\overline {g(x)}}\,dx\right|^{2}\leq \int _{\mathbb {R} ^{n}}|f(x)|^{2}\,dx\int _{\mathbb {R} ^{n}}|g(x)|^{2}\,dx.}
Posplošitev tega je Hölderjeva neenakost.

## Uporaba

### Analiza
Kot posledica Cauchy-Schwarzove neenakosti se včasih obravnava tudi trikotniško neenakost, kot sledi: če imamo podana vektorja x in y:
{\displaystyle {\begin{aligned}\|x+y\|^{2}&=\langle x+y,x+y\rangle \\&=\|x\|^{2}+\langle x,y\rangle +\langle y,x\rangle +\|y\|^{2}\\&=\|x\|^{2}+2\operatorname {Re} \langle x,y\rangle +\|y\|^{2}\\&\leq \|x\|^{2}+2|\langle x,y\rangle |+\|y\|^{2}\\&\leq \|x\|^{2}+2\|x\|\|y\|+\|y\|^{2}\\&=(\|x\|+\|y\|)^{2}\end{aligned}}}
Če vzamemo kvadratne korene iz obeh strani, potem dobimo trikotniško neenakost.
{\displaystyle \|x+y\|\leq \|x\|+\|y\|}
Cauchy-Schwarzova neenakost se tudi uporablja za dokazovanje, da je notranji produkt zvezna funkcija glede na topologijo, ki je inducirana s samim notranjim produktom.

### Geometrija
Cauchy–Schwarzova neenakost dovoli razširitev pojma "kota med dvema vektorjema" do kateregakoli realnega prostora notranjega produkta z definiranjem:
{\displaystyle \cos \theta _{xy}={\frac {\langle x,y\rangle }{\|x\|\|y\|}}.}
Cauchy–Schwarzova neenakost dokaže, da je ta definicija občutljiva s tem, da pokaže, da desna stran leži na intervalu [−1, 1] in upravičuje, da so (realni) Hilbertovi prostori samo posplošitve Evklidkega prostora. Lahko se tudi uporablja za definiranje kota v kompleksnih prehilbertovih prostorih, namreč z odvzemom absolutne vrednosti ali realnega dela na desni strani, kot se to naredi s pridobivanjem meritev iz kvantne zvestobe.

### Verjetnostni račun
Naj bosta X, Y slučajni spremenljivki. Potem je kovariantna neenakost podana z
{\displaystyle \operatorname {Var} (Y)\geq {\frac {\operatorname {Cov} (Y,X)\operatorname {Cov} (Y,X)}{\operatorname {Var} (X)}}.}
Po definiranju notranjega produkta na množici slučajnih spremenljivk z uporabo predvidevanja njihovega produkta
{\displaystyle \langle X,Y\rangle :=\operatorname {E} (XY),}
postane Cauchy–Schwarzova neenakost
{\displaystyle |\operatorname {E} (XY)|^{2}\leq \operatorname {E} (X^{2})\operatorname {E} (Y^{2}).}
Da dokažemo kovariantno neenakost z uporabo Cauchy–Schwarzove neenakosti, naj bosta {\displaystyle \mu =\operatorname {E} (X)} in {\displaystyle \nu =\operatorname {E} (Y)}. Iz tega sledi
{\displaystyle {\begin{aligned}|\operatorname {Cov} (X,Y)|^{2}&=|\operatorname {E} ((X-\mu )(Y-\nu ))|^{2}\\&=|\langle X-\mu ,Y-\nu \rangle |^{2}\\&\leq \langle X-\mu ,X-\mu \rangle \langle Y-\nu ,Y-\nu \rangle \\&=\operatorname {E} ((X-\mu )^{2})\operatorname {E} ((Y-\nu )^{2})\\&=\operatorname {Var} (X)\operatorname {Var} (Y),\end{aligned}}}
kjer {\displaystyle \operatorname {Var} } označuje varianco in {\displaystyle \operatorname {Cov} } označuje kovarianco.

## Posplošitve
Obstajajo različne posplošitve Cauchy–Schwarzove neenakosti. Hölderjeva neenakost jo posploši do norme {\displaystyle L^{p}}. Še bolj splošno se jo lahko opredeli kot poseben primer definicije norme linearnega operatorja na Banachovem prostoru (Namreč, ko je prostor Hilbertov prostor). Nadaljnje posplošitve izvirajo iz področja teorije operatorjev, tj. za operatorsko-konveksne funkcije in algebro operatorjev, kjer je domena in/ali razpon zamenjan z algebro C* ali algebro W*.
Notranji produkt se lahko uporabi tudi pri dokazovanju pozitivnega linearnega funkcionala. Na primer za podan Hilbertov prostor {\displaystyle L^{2}(m)}, naj bo {\displaystyle m} končna mera, ki jo standardni notranji produkt poda k pozitivnemu funkcionalu {\displaystyle \varphi } z {\displaystyle \varphi (g)=\langle g,1\rangle }. Obratno se lahko vsak pozitivni linearni funkcional {\displaystyle \varphi } na {\displaystyle L^{2}(m)} uporabi za definiranje notranjega produkta {\displaystyle \langle f,g\rangle _{\varphi }:=\varphi (g^{*}f)}, kjer je {\displaystyle g^{*}} točkovni kompleksni konjugat od {\displaystyle g}. V tem jeziku torej Cauchy-Schwarzova neenakost postane
{\displaystyle |\varphi (g^{*}f)|^{2}\leq \varphi (f^{*}f)\varphi (g^{*}g),}
kar se dobesedno razširi na pozitivne funkcionale na algebrah C*:
Izrek (Cauchy–Schwarzova neenakost za pozitivne funkcionale na algebrah C*): Če je {\displaystyle \varphi } pozitivni linearni funkcional na algebri C* {\displaystyle A,} potem za vse {\displaystyle a,b\in A} velja {\displaystyle |\varphi (b^{*}a)|^{2}\leq \varphi (b^{*}b)\varphi (a^{*}a)}.
naslednja dva izreka sta nadaljnja primera algebre operatorjev.
Izrek (Kadison–Schwarzova neenakost, poimenovana po Richardu Kadisonu): Če je {\displaystyle \varphi } enotska pozitivna preslikava, potem za vsak normalni element {\displaystyle a} v njeni domedni dobimo {\displaystyle \varphi (a^{*}a)\geq \varphi (a^{*})\varphi (a)} in {\displaystyle \varphi (a^{*}a)\geq \varphi (a)\varphi (a^{*})}.
To razširi dejstvo, da {\displaystyle \varphi (a^{*}a)\cdot 1\geq \varphi (a)^{*}\varphi (a)=|\varphi (a)|^{2}}, ko je {\displaystyle \varphi } linearni funkcional. Primer, ko je {\displaystyle a} sama sebi sosed, tj. {\displaystyle a=a^{*},} je znan tudi kot Kadisonova neenakost.
Izrek (Spremenjena Schwarzova neenakost za 2-pozitivni preslikavi): Za 2-pozitivni preslikavi {\displaystyle \varphi } med algebrami C* ter za vse {\displaystyle a,b} v njeni domeni:
{\displaystyle \varphi (a)^{*}\varphi (a)\leq \Vert \varphi (1)\Vert \varphi (a^{*}a){\text{ in }}}
{\displaystyle \Vert \varphi (a^{*}b)\Vert ^{2}\leq \Vert \varphi (a^{*}a)\Vert \cdot \Vert \varphi (b^{*}b)\Vert .}
Sledeča posplošitev pa je izpopolnitev, ki se jo da dobiti z interpolacijo med obema stranema Cauchy-Schwarzove neenakosti:
Izrek (Callebautova neenakost) 
Za realna števila {\displaystyle 0\leqslant s\leqslant t\leqslant 1}, 
{\displaystyle {\Bigl (}\sum _{i=1}^{n}a_{i}b_{i}{\Bigr )}^{2}\leqslant \sum _{i=1}^{n}a_{i}^{1+s}b_{i}^{1-s}\sum _{i=1}^{n}a_{i}^{1-s}b_{i}^{1+s}\leqslant \sum _{i=1}^{n}a_{i}^{1+t}b_{i}^{1-t}\sum _{i=1}^{n}a_{i}^{1-t}b_{i}^{1+t}\leqslant \sum _{i=1}^{n}a_{i}^{2}\sum _{i=1}^{n}b_{i}^{2}.}
Neenakost se lahko enostavno dokaže z uporabo Hölderjeve neenakosti. Obstajajo pa tudi ne-komutativne verzije operatorjev in tenzorskih produktov matrik.